# Resolució 532 del Consell de Seguretat de les Nacions Unides
La Resolució 532 del Consell de Seguretat de les Nacions Unides, aprovada per unanimitat el 31 de maig de 1983 després d'escoltar un informe del Secretari General de les Nacions Unides i reafirmar les resolucions 301 (1971), 385 (1978), 431 (1978), 432 (1978), 435 (1978), i 439 (1978), el Consell va condemnar l'ocupació continuada de Namíbia, llavors coneguda com a Àfrica del Sud-oest, per Sud-àfrica.
La resolució va demanar Sud-àfrica que es comprometi amb fermesa per la independència de Namíbia, incloses les disposicions d'eleccions lliures i imparcials, en virtut de la Resolució 435. També va demanar al Secretari General que informés sobre els resultats de les consultes a tot tardar el 31 d'agost de 1983.